# Espanhol
Francisco Gonçalves również znany jako Espanhol (ur. 24 sierpnia 1904 w Rio de Janeiro, zm. ?) – brazylijski piłkarz grający na pozycji obrońcy.

## Kariera klubowa
Espanhol karierę zaczął w klubie CR Vasco da Gama w 1924. Z Vasco da Gama dwukrotnie zdobył mistrzostwo stanu Rio de Janeiro – Campeonato Carioca w 1924 i 1929.

## Kariera reprezentacyjna
W reprezentacji Brazylii Espanhol zadebiutował 6 stycznia 1928 w meczu ze argentyńskim klubem Sportivo Barracas Bolívar. Był to jego jedyny występ w reprezentacji. Nigdy nie wystąpił w meczu międzypaństwowym reprezentacji Brazylii.